# فولوديمير فركيس
فولوديمير فركيس (بالأوكرانية: Вірчіс Володимир Володимирович) مواليد 18 أغسطس 1973 في الجمهورية الأوكرانية السوفيتية الاشتراكية، ملاكم أوكراني يصنف ضمن فئة الوزن الثقيل بدأ مسيرته الاحترافية سنة 1999.

## المسيرة الاحترافية
من نزالاته:
- خسر أمام خوان كارلوس غوميز (2008/09/27).
- انتصر على باولو فيدوز (2007/05/19).
- انتصر على باولو فيدوز بالضربة القاضية (2006/07/15).
- خسر أمام روسلان تشاجايف (2006/03/11).
- انتصر على مايكل سبروت (2005/12/13).
- انتصر على كليف كوسر بالضربة الفنية القاضية (2004/06/26).

## إحصائيات
خاض خلال مسيرته 28 نزالا، فاز في 26 ولم يتعادل وخسر في 2. فاز بالضربة القاضية في 21 نزالا.

## وفاته
انتحر شنقا في 28 يناير 2022م.

## روابط خارجية
- فولوديمير فركيس على موقع بوكس ريك (الإنجليزية) (registration required)